# Srebrna jelka
Srebrna jelka (znanstveno ime Abies procera) je iglasto drevo, ki je samoniklo na zahodni obali ZDA, od koder so ga kot okrasno drevo kasneje razširili po vsem svetu.

## Opis
Srebrna jelka je visoko drevo, ki v višino doseže do 70, izjemoma celo do 90 m. Njeno deblo pa doseže do 2, izjemoma celo do 2,7 metra v premeru. Krošnja je ozka in stožčasta, skorja pa je na mladih drevesih gladka in siva, kasneje postane razpokana in rdeče-rjava. Pri mladih drevesih se po steblu pojavljajo značilni smolnati žulji. Iglice so topo koničaste, dolge med 10 in 35 mm. Po zgornji strani so modro-zelene, po spodnji pa imajo srebrne in zelene črte. Na veje so nameščene spiralno. Plodovi so pokončno sedeči storži, sprva jekleno modre, ko dozorijo pa bronasto rjave barve. V dolžino merijo med 11 in 22 cm. Iz dozorelih storžev v jeseni izpadejo krilata semena. 
Pridevek procera v latinščini pomeni »visoka«.
- Storž
- Storž
- Iglice

## Razširjenost in uporabnost
V naravi srebrna jelka običajno raste na nadmorskih višinah med 300 in 1500 m, redkeje pa tudi do gozdne meje.
Srebrna jelka je priljubljeno božično drevo, sicer pa se njen les uporablja v gradbeništvu in za izdelavo papirja.